# European Championships 2022/Teilnehmer (Kosovo)
| Gelbes Symbol für Goldmedaillen mit stilisierten Olympischen Ringen | Graues Symbol für Silbermedaillen mit stilisierten Olympischen Ringen | Braundes Symbol für Bronzemedaillen mit stilisierten Olympischen Ringen |
| ------------------------------------------------------------------- | --------------------------------------------------------------------- | ----------------------------------------------------------------------- |
| —                                                                   | —                                                                     | —                                                                       |

Der Kosovo nahm an den European Championships 2022 mit insgesamt 6 Athleten (4 Männer, 2 Frauen) teil.

## Teilnehmer nach Sportarten

### Leichtathletik
Laufen und Gehen 
| Athleten      | Wettbewerb | Vorlauf     | Vorlauf | Halbfinale    | Halbfinale    | Finale        | Finale        | Rang |
| Athleten      | Wettbewerb | Zeit        | Rang    | Zeit          | Rang          | Zeit          | Rang          | Rang |
| ------------- | ---------- | ----------- | ------- | ------------- | ------------- | ------------- | ------------- | ---- |
| Frauen        |            |             |         |               |               |               |               |      |
| Gresa Bakraçi | 1500 m     | 4:38,10 min | 27      | ausgeschieden | ausgeschieden | ausgeschieden | ausgeschieden | 27   |

 Springen und Werfen 
| Athleten         | Wettbewerb  | Qualifikation | Qualifikation | Finale        | Finale        | Rang |
| Athleten         | Wettbewerb  | Weite         | Rang          | Weite         | Rang          | Rang |
| ---------------- | ----------- | ------------- | ------------- | ------------- | ------------- | ---- |
| Männer           |             |               |               |               |               |      |
| Muhamet Ramadani | Kugelstoßen | 18,26 m       | 22            | ausgeschieden | ausgeschieden | 22   |

### Radsport

#### Straße
| Athleten     | Wettbewerb       | Zeit         | Rang |
| ------------ | ---------------- | ------------ | ---- |
| Männer       |                  |              |      |
| Alban Delija | Straßenrennen    | DNF          | DNF  |
| Alban Delija | Einzelzeitfahren | 34:59,32 min | 35   |
| Blerton Nuha | Straßenrennen    | DNF          | DNF  |
| Blerton Nuha | Einzelzeitfahren | 34:56,74 min | 34   |

### Tischtennis
| Athleten                           | Wettbewerb | Gruppenphase        | Gruppenphase | Vorrunde      | Vorrunde      | 1. Runde                    | 1. Runde      | 2. Runde                         | 2. Runde      | Achtelfinale  | Achtelfinale  | Viertelfinale | Viertelfinale | Halbfinale    | Halbfinale    | Finale        | Finale        | Rang          |
| Athleten                           | Wettbewerb | Gegner              | Erg.         | Gegner        | Erg.          | Gegner                      | Erg.          | Gegner                           | Erg.          | Gegner        | Erg.          | Gegner        | Erg.          | Gegner        | Erg.          | Gegner        | Erg.          | Rang          |
| ---------------------------------- | ---------- | ------------------- | ------------ | ------------- | ------------- | --------------------------- | ------------- | -------------------------------- | ------------- | ------------- | ------------- | ------------- | ------------- | ------------- | ------------- | ------------- | ------------- | ------------- |
| Frauen                             |            |                     |              |               |               |                             |               |                                  |               |               |               |               |               |               |               |               |               |               |
| Linda Zeqiri                       | Einzel     | Filippa Bergand     | 0:3          | ausgeschieden | ausgeschieden | ausgeschieden               | ausgeschieden | ausgeschieden                    | ausgeschieden | ausgeschieden | ausgeschieden | ausgeschieden | ausgeschieden | ausgeschieden | ausgeschieden | ausgeschieden | ausgeschieden | ausgeschieden |
| Linda Zeqiri                       | Einzel     | Harisa Mešetović    | 2:3          | ausgeschieden | ausgeschieden | ausgeschieden               | ausgeschieden | ausgeschieden                    | ausgeschieden | ausgeschieden | ausgeschieden | ausgeschieden | ausgeschieden | ausgeschieden | ausgeschieden | ausgeschieden | ausgeschieden | ausgeschieden |
| Linda Zeqiri                       | Einzel     | Kateřina Tomanovská | DNS          | ausgeschieden | ausgeschieden | ausgeschieden               | ausgeschieden | ausgeschieden                    | ausgeschieden | ausgeschieden | ausgeschieden | ausgeschieden | ausgeschieden | ausgeschieden | ausgeschieden | ausgeschieden | ausgeschieden | ausgeschieden |
| Linda Zeqiri Amelija Uce-Nikolov   | Doppel     | —                   | —            | —             | —             | Freilos                     | Freilos       | Nikoleta Puchovanová Özge Yılmaz | 0:3           | ausgeschieden | ausgeschieden | ausgeschieden | ausgeschieden | ausgeschieden | ausgeschieden | ausgeschieden | ausgeschieden | 33            |
| Männer                             |            |                     |              |               |               |                             |               |                                  |               |               |               |               |               |               |               |               |               |               |
| Fatih Karabaxhak                   | Einzel     | Jiří Martinko       | 0:3          | ausgeschieden | ausgeschieden | ausgeschieden               | ausgeschieden | ausgeschieden                    | ausgeschieden | ausgeschieden | ausgeschieden | ausgeschieden | ausgeschieden | ausgeschieden | ausgeschieden | ausgeschieden | ausgeschieden | ausgeschieden |
| Fatih Karabaxhak                   | Einzel     | Teodor Aleksandrow  | 0:3          | ausgeschieden | ausgeschieden | ausgeschieden               | ausgeschieden | ausgeschieden                    | ausgeschieden | ausgeschieden | ausgeschieden | ausgeschieden | ausgeschieden | ausgeschieden | ausgeschieden | ausgeschieden | ausgeschieden | ausgeschieden |
| Fatih Karabaxhak                   | Einzel     | David Serdaroğlu    | 0:3          | ausgeschieden | ausgeschieden | ausgeschieden               | ausgeschieden | ausgeschieden                    | ausgeschieden | ausgeschieden | ausgeschieden | ausgeschieden | ausgeschieden | ausgeschieden | ausgeschieden | ausgeschieden | ausgeschieden | ausgeschieden |
| Fatih Karabaxhak Filip Mladenovski | Doppel     | —                   | —            | —             | —             | Freilos                     | Freilos       | Jonathan Groth Liam Pitchford    | 0:3           | ausgeschieden | ausgeschieden | ausgeschieden | ausgeschieden | ausgeschieden | ausgeschieden | ausgeschieden | ausgeschieden | 33            |
| Mixed                              |            |                     |              |               |               |                             |               |                                  |               |               |               |               |               |               |               |               |               |               |
| Linda Zeqiri Fatih Karabaxhak      | Doppel     | —                   | —            | —             | —             | Ivik Nielsen Daniels Kogans | 1:3           | ausgeschieden                    | ausgeschieden | ausgeschieden | ausgeschieden | ausgeschieden | ausgeschieden | ausgeschieden | ausgeschieden | ausgeschieden | ausgeschieden | 49            |

## Weblink
- Ergebnisse des Kosovo bei den European Championships 2022